# サン＝ポール駅 (パリ)
サン＝ポール駅（仏: Saint-Paul）は、フランスのパリ地下鉄1号線の駅である。1900年開業。駅名は、近傍のサン＝ポール通りとサン＝ポール＝サン＝ルイ教会にちなむ。マレ地区に近いことから、副駅名として「マレ」（仏: Marais）が挙げられている。
2011年, 626万5848人の乗客があった。

## 隣の駅
パリメトロ
■1号線
オテル・ド・ヴィル駅(Hôtel de Ville) - サン＝ポール駅 - バスティーユ駅(Bastille)

## ギャラリー

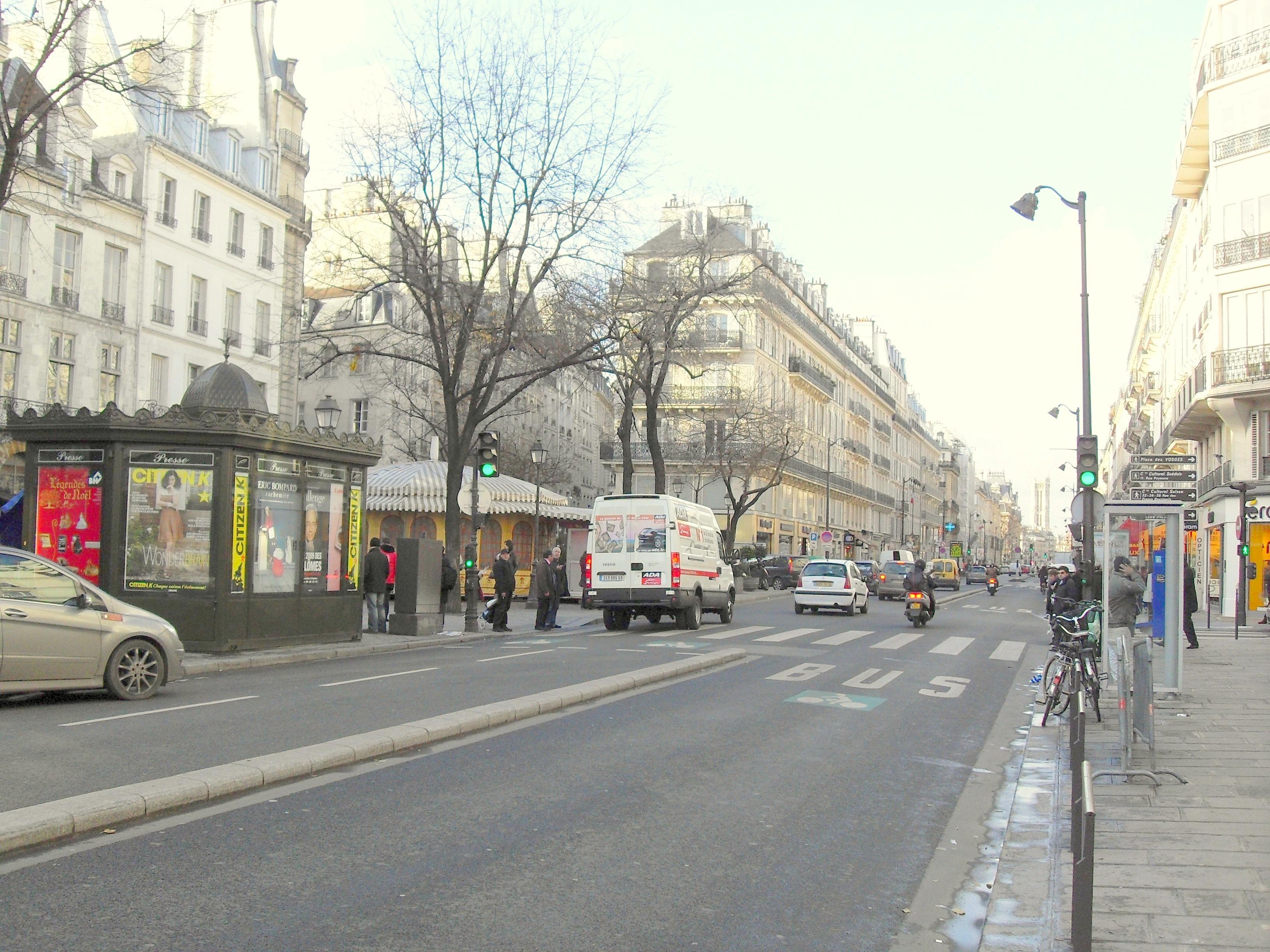
リヴォリ通りとサン＝ポール広場。遠くにパリ市役所（オテル・ド・ヴィル）とサン＝ジャック塔が見える。
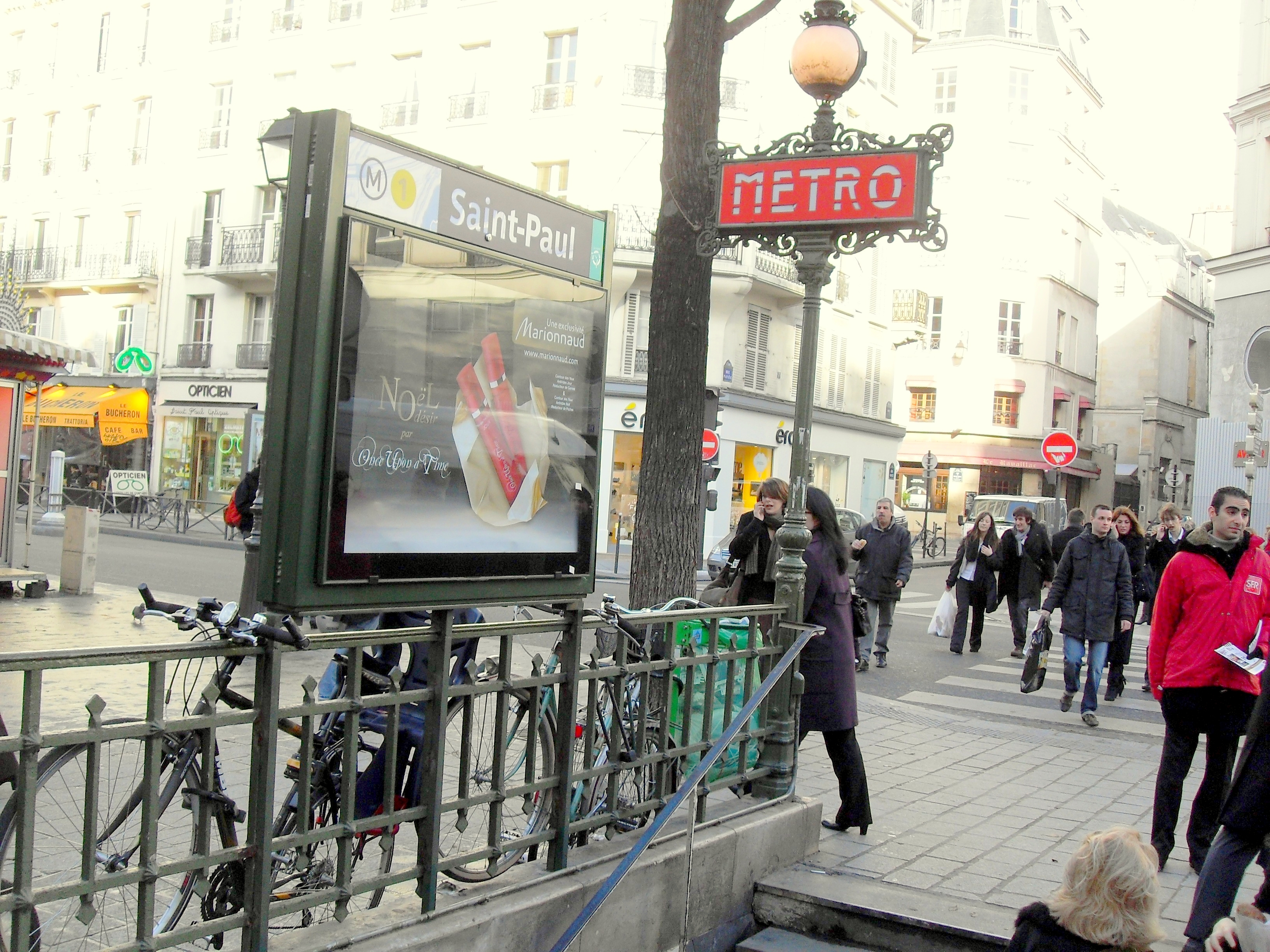
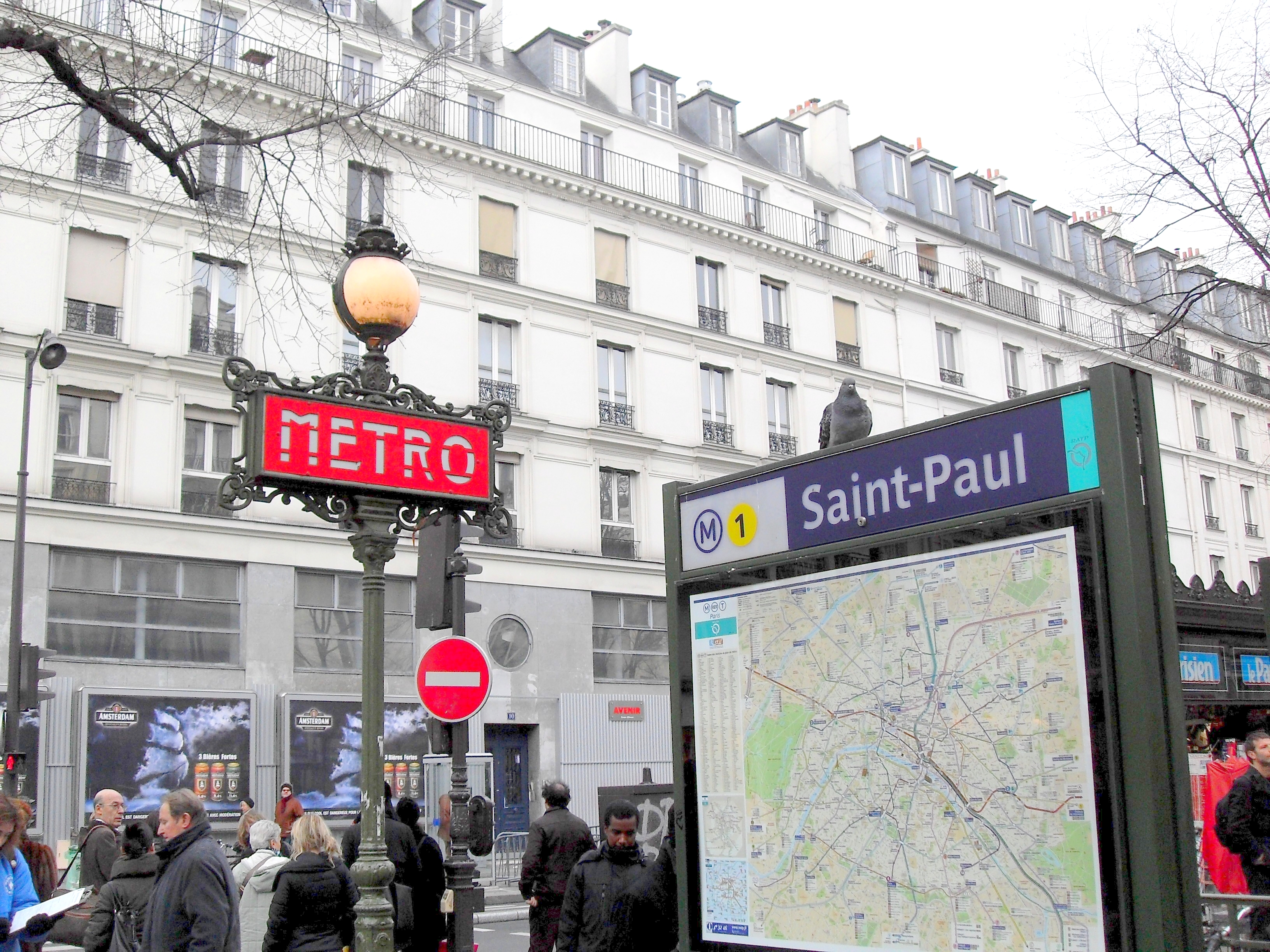